# Де Кат, Натан
Натан Де Кат (нидерл. Nathan De Cat; родился 19 июля 2008) — бельгийский футболист, полузащитник клуба «Андерлехт».

## Клубная карьера
Воспитанник команд «Мехелен» и А2П, в 2018 году Де Кат присоединился к академии «Андерлехта». 10 октября 2023 года подписал свой первый профессиональный контракт с клубом. 2 февраля 2024 года дебютировал за фарм-клуб «Андерлехт Фьючерс», выйдя на замену в матче Челленджер Про Лиги против «СЛ16». 20 февраля 2025 года вышел на замену в матче плей-офф Лиги Европы против «Фенербахче», дебютировав за основную команду «Андерлехта». 1 мая 2025 года забил свой первый гол за «пурпурно-белых» в матче Про-лиги против «Антверпена».

## Карьера в сборной
Выступал за сборные Бельгии до 15, до 17 и до 19 лет.